# Макнаб, Мерседес
Мерседес Алисия Макнаб (англ. Mercedes Alicia McNab; род. 14 марта 1980, Ванкувер, Британская Колумбия, Канада) — канадская актриса.

## Биография
Мерседес Алисия Макнаб родилась 14 марта 1980 года в Ванкувере в семье известного футболиста Боба Макнаба, выступавшего ранее за английские клубы «Хаддерсфилд Таун», «Арсенал», «Вулверхэмптон Уондерерс», «Барнет» и за североамериканские «Сан-Антонио Тандер» и «Ванкувер Уайткэпс», а также за национальную сборную Англии.
Её первой ролью в кино была небольшая роль девочки Лизы в сериале «Гарри и Хэндерсоны».
Первый настоящий успех пришёл к Мерседес в одиннадцать лет вместе с ролью девочки-скаута в знаменитой «чёрной» комедии «Семейка Аддамс» (1991 год). В 1993 году она снялась в её продолжении — «Семейные ценности Аддамсов».
В ноябре 2006 года сфотографировалась обнажённой для журнала «Плэйбой».

## Личная жизнь
С 12 мая 2012 года Макнаб замужем за застройщиком Марком Хендерсоном. У супругов двое детей: дочь Вонн Сидни Хендерсон (род. 25 февраля 2013) и сын.

## Фильмография
- 1991 Harry and the Hendersons («Гарри и Хэндерсоны»)(сериал)
- 1991 The Addams Family («Семейка Аддамс»)
- 1993 Addams Family Values («Семейные ценности Аддамсов»)
- 1993 The Adventures of Brisco County, Jr. («Приключения Бриско Каунти-младшего»)
- 1994 Savage Land («Земля мусора»)
- 1994 The Fantastic Four («Фантастическая четвёрка»)
- 1995 Diagnosis Murder («Определяя убийство»),
- 1997 Escape From Atlantis («Побег из Атлантиды»)(сериал)
- 1997 Smart Guy («Умный парень»)
- 1997—2002 — Баффи — Истребительница вампиров / Buffy the Vampire Slayer — некорректный ISO-код «хармони кендалл»
- 1998 USA High («Школа США»)
- 1998 Touched by an Angel («Прикосновение ангела»)(сериал)
- 1998 White Wolves III: Cry of the White Wolf («Белые волки-3: Плач Белого волка»)
- 2001 Walker, Texas Ranger («Крутой Уокер: правосудие по-техасски»)(сериал)
- 2001 Beer Money («Пивные деньги»)
- 2001, 2003—2004 Angel («Ангел»)(сериал)
- 2002 Dawson’s Creek («Бухта Доусона»)(сериал)
- 2002 Boston Public («Бостон Паблик»)
- 2001—2007 Crossing Jordan Расследование Джордан (сериал)
- 2003 Exit 9 (ТВ)
- 2005 Сверхъестественное (Supernatural)(сериал)
- 2005 Мыслить как преступник (Criminal Mind)(сериал)
- 2006 Топор (Hatchet)
- 2006 Miles from Home
- 2006 Ясновидец (Psych)(сериал)
- 2007 Розовый заговор (The Pink Conspiracy)
- 2007—2009 Жнец (Reape)(сериал)
- 2008 Гадюки(Vipers)(ТВ)
- 2008 XII
- 2008 Прирожденный убийца (Dark Reel)
- 2008 Thirst
- 2010 Топор 2 (Hatchet II)